# Monobolodes parvinigrata
Monobolodes parvinigrata är en fjärilsart som beskrevs av Holloway 1998. Monobolodes parvinigrata ingår i släktet Monobolodes och familjen Uraniidae. Inga underarter finns listade i Catalogue of Life.